# Ingo Hermanns
Ingo Hermanns (* 24. März 1971; † 1. Februar 2025 in Emden) war ein deutscher Fußballspieler. Er spielte kurzzeitig in der DDR-Oberliga für den 1. FC Magdeburg, nach dem Mauerfall im höherklassigen Amateurfußball für die Kickers Emden.

## Sportliche Laufbahn
Zur Fußballsaison 1987/88 nominierte der 1. FC Magdeburg Hermanns als Abwehrspieler für seine Juniorenoberliga-Mannschaft. Obwohl er auch noch zum Juniorenaufgebot der Spielzeit 1988/89 gehörte, wurde er im März 1989 in zwei Punktspielen der 1. Mannschaft in der DDR-Oberliga eingesetzt. Am 16. Spieltag wurde er in der 85. Minute für den Mittelfeldspieler Wolfgang Steinbach eingewechselt, eine Woche später spielte er 31 Minuten für den ausgewechselten Verteidiger Frank Cebulla.
Zu Beginn der Saison 1989/90 wechselte Hermanns zusammen mit seinem Mannschaftskameraden Andreas Brinkmann zum Zweitligisten Motor Schönebeck. Dieser führte ihn in seinem Aufgebot als Stürmer. 1990 nutzte Hermanns den Wegfall der innerdeutschen Grenze und schloss sich dem niedersächsischen Verbandsligisten Kickers Emden an. Mit ihm stieg er bereits in seiner ersten Saison in die Amateuroberliga auf. Hermanns blieb bis 2003 bei den Kickers, in der Folge spielte er noch beim benachbarten SuS Emden.
Hermanns starb 53-jährig in Emden.